# M11公路 (俄羅斯)
M11聯邦公路，又稱涅瓦公路（Нева），是俄羅斯的一條收费高速公路，連接首都莫斯科和聖彼得堡，全長669公里。也是歐洲E105公路亞洲公路8號線、和亞洲公路9號線的一部分。

## 爭議

M11公路穿越希姆基森林

2010年，由於M11公路會穿越希姆基森林，並導致這片森林遭到大規模砍伐，引起了當地居民的不滿。